# Vaqueros de Saucillo
Los Vaqueros de Saucillo es un equipo profesional militante en la Liga de Básquetbol Estatal de Chihuahua.

## Estadio
Actualmente juegan en el Gimnasio Municipal Francisco Chávez Orozco.
- Datos: Q85879144